# Lista de países da América do Norte
A América do Norte está localizada no extremo norte das Américas, sobre a placa tectônica Placa Norte-Americana, e é composta por apenas três países principais com populações de mais de 38 milhões de pessoas: Estados Unidos, Canadá e México. Além de territórios de domínios europeus, como a Groenlândia (pertencente ao Reino da Dinamarca, com representação no parlamento), Ilha de Clipperton e São Pedro e Miquelão (ambos, territórios franceses) Bermudas (dependência britânica).
Devido à diferentes processos históricos, os países norte-americanos possuem culturas e níveis econômicos diferentes, dos quais os Estados Unidos possuem maior destaque por sua influência cultural, econômica e bélica.
A vegetação deste continente corresponde pela Tundra, ao norte do Canadá, Floresta Temperada, no nordeste e oeste dos Estados Unidos, Pradarias e Estepes no centro da América do Norte. Já no sul dos Estados Unidos e norte do México é possível encontrar regiões desérticas e semiáridas. E no sul do México e no estado da Flórida encontramos a Floresta Tropical.
Os idiomas falados neste continente são: inglês (Canadá e Estados Unidos), francês (Canadá e São Pedro e Miquelão), espanhol (México), groenlandês (Groenlândia) e idiomas dos povos nativos (Línguas indígenas da América do Norte). Apesar da Ilha de Clipperton pertencer à França e, consequentemente, ter o francês como língua oficial, não há registros de habitantes nesta ilha atualmente.
A Divisão Estatística da Organização das Nações Unidas (ONU) divide as Américas em duas macros subregiões: América do Norte e América Latina e Caribe. Dentro da macro subregião da América Latina e Caribe temos três micro subregiões: América Central, Caribe e América do Sul. Nesta divisão o México deixa de ser parte da América do Norte e passa a ser parte da América Central.

É interessante notar que a demarcação da América do Norte pode mudar, principalmente, quando usam fontes dos Estados Unidos, as quais podem incluir ora a América Central, ora o Caribe, ora ambas as regiões.  São fontes utilizadas na Wikipédia em outros idiomas e elas contêm inconsistências dentro delas mesmas.
- Bermudas [nota 1]
- Canadá
- Estados Unidos
- Groenlândia [nota 2]
- Ilha de Clipperton [nota 3]
- México
- São Pedro e Miquelão [nota 4]